# Battipaglia
Battipaglia là một đô thị (comune) thuộc tỉnh Salerno trong vùng Campania của Ý. Battipaglia có diện tích 56 km2, dân số là 51.102 người (thời điểm ngày 30/11/2010).